# Psammophis schokari
Espèce
Synonymes
- Coluber schokari Forskål, 1875
- Coluber lacrymans Reuss, 1834
- Psammophis moniliger Duméril & Bibron, 1854
- Psammophis punctatus Duméril & Bibron, 1854
- Psammophis sindanus Stoliczka, 1872

Psammophis schokari, la Couleuvre de Forsskal, est une espèce de serpents de la famille des Lamprophiidae.

## Répartition

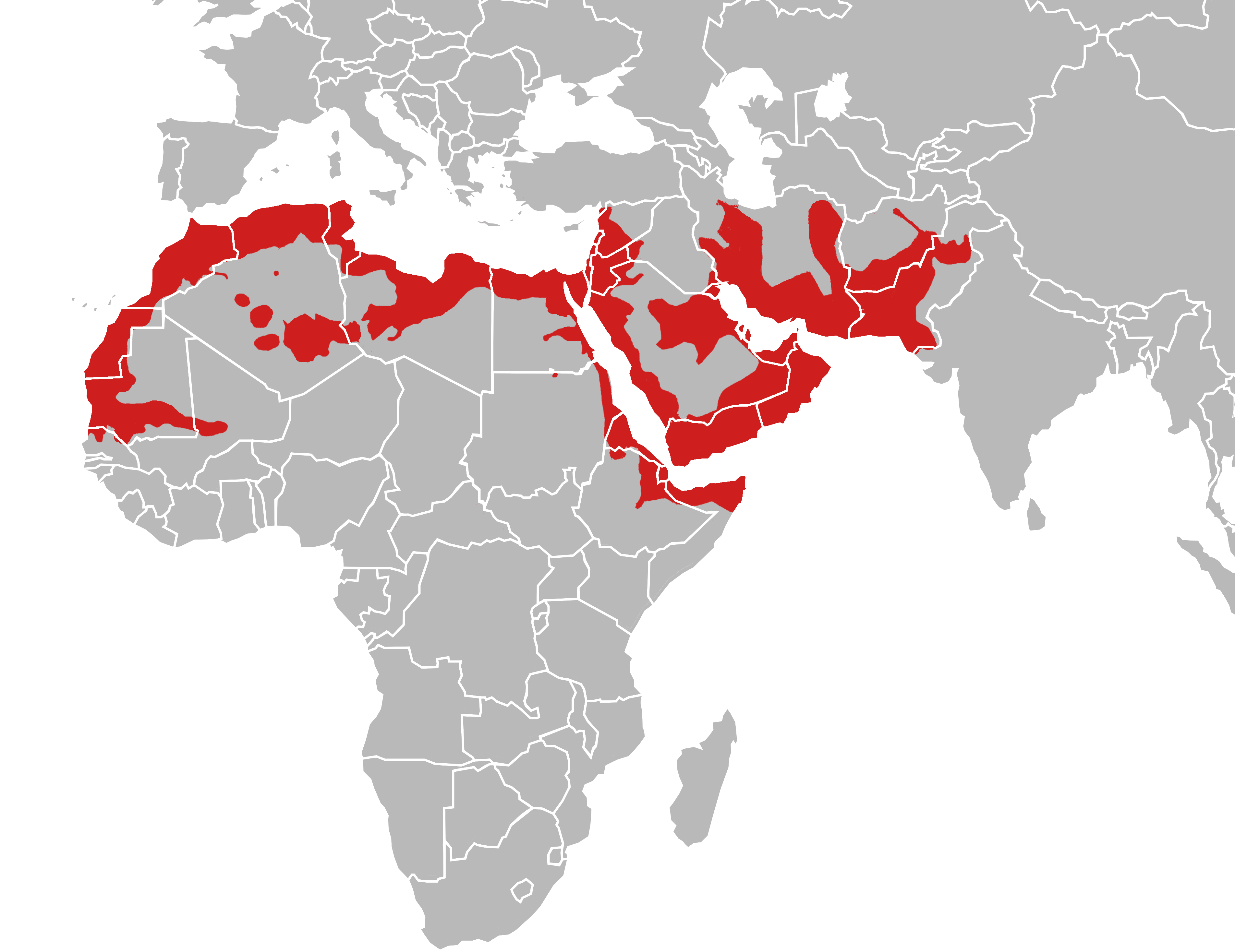
Aire de répartition

Cette espèce se rencontre dans le nord de l'Afrique, au Moyen-Orient (Turquie exceptée) et dans l'est de l'Asie du Sud.

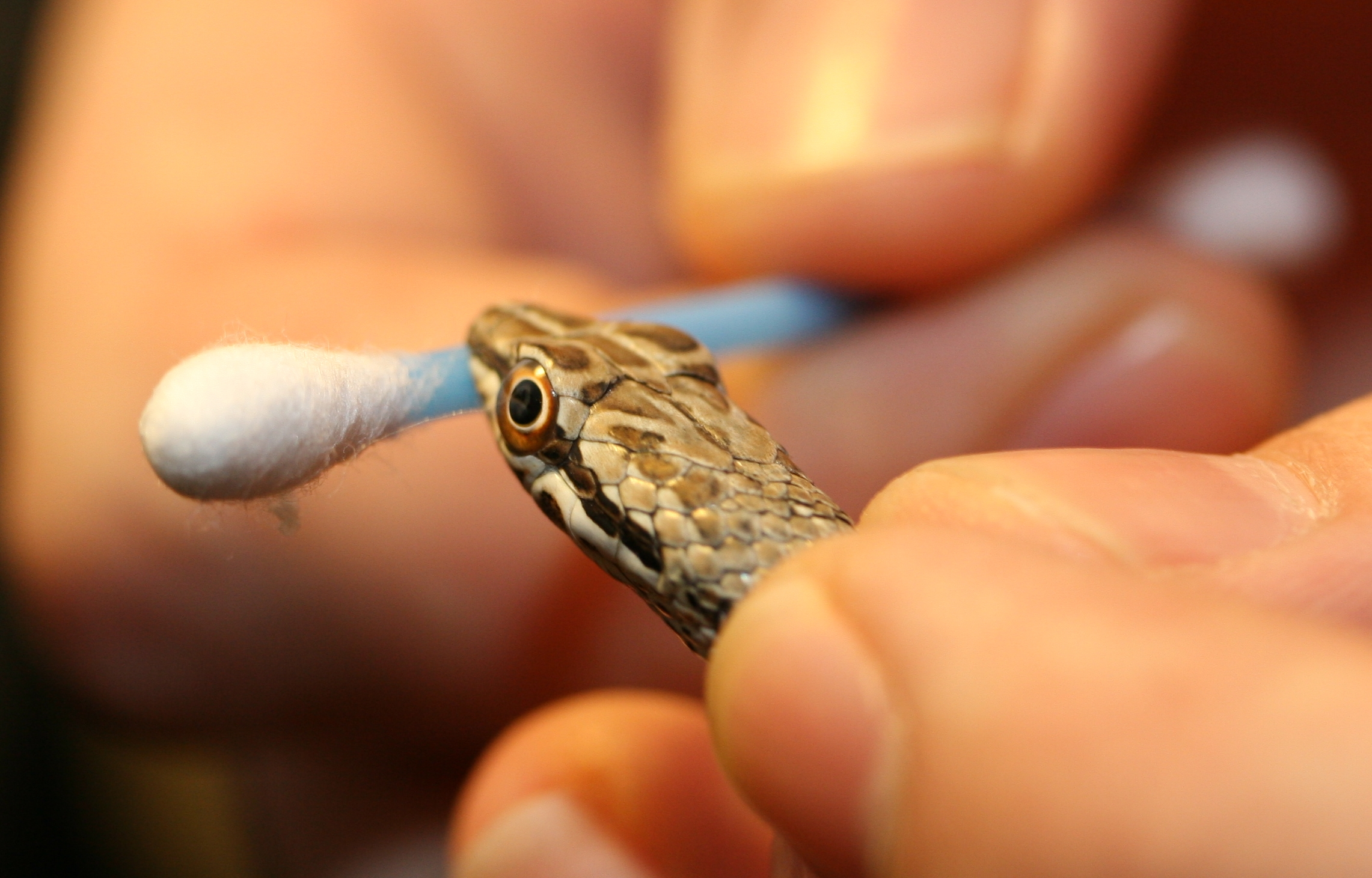

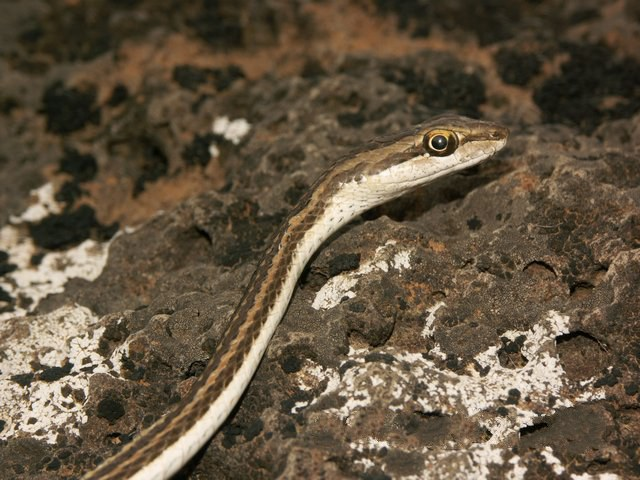

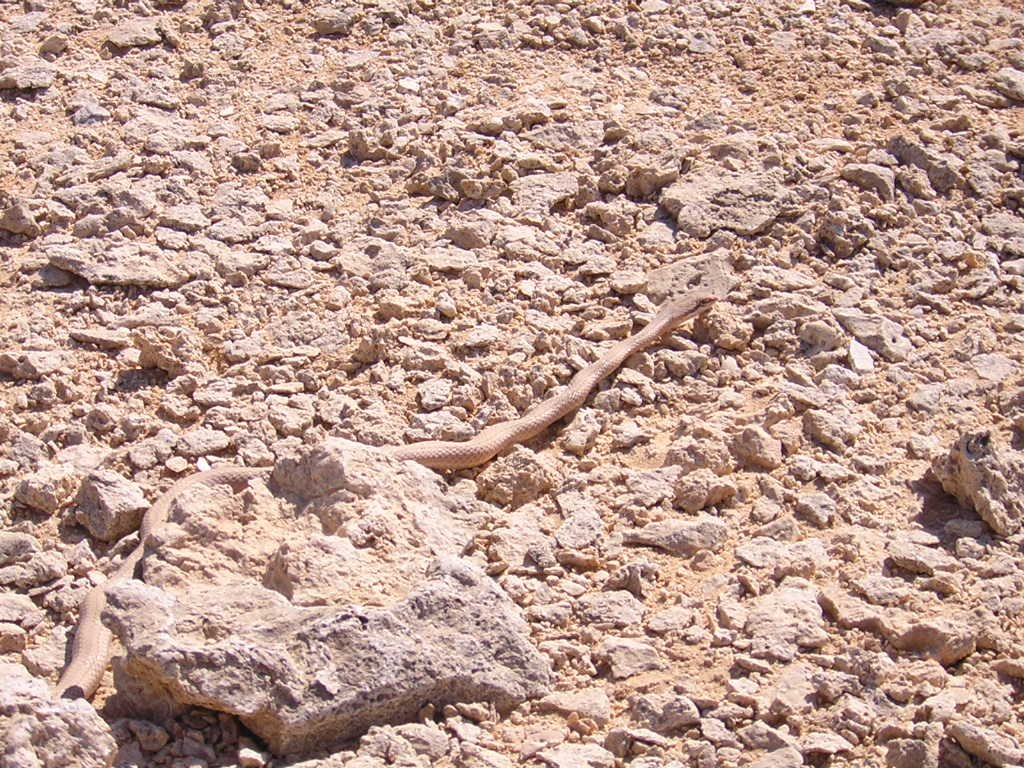

## Description
C'est un serpent ovipare.

## Publication originale
- Forskål, 1775 : Descriptiones Animalium: Avium, Amphibiorum, Piscium, Insectorum, Vermium; quae in Itinere Orientali Observavit. Post mortem auctoris edidit Carsten Niebuhr Hauniae [Copenhagen]: Mölleri, p. 1-164 (texte intégral).